# 332 Grupa Myśliwska

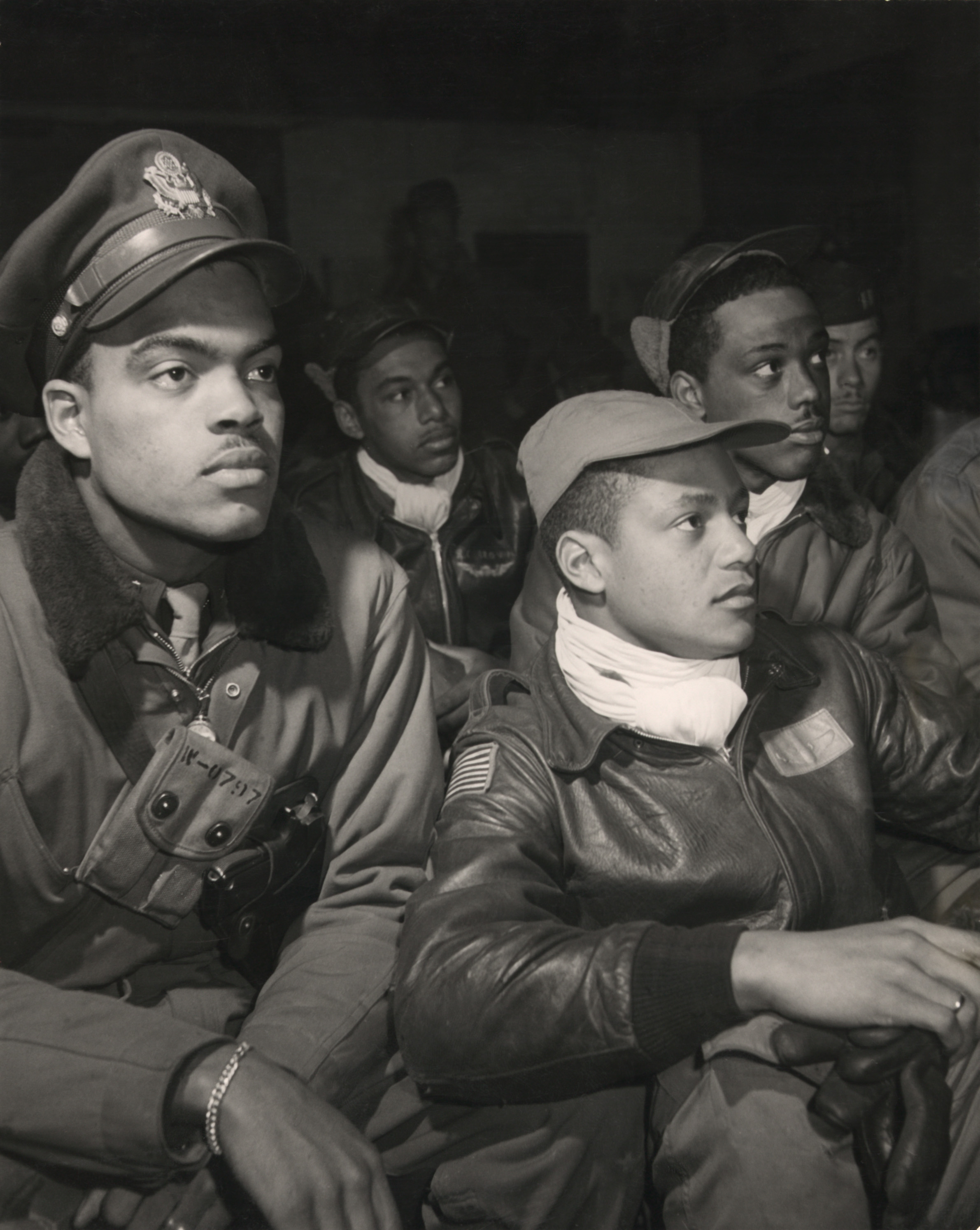
Odprawa pilotów 332. Grupy we Włoszech, 1945

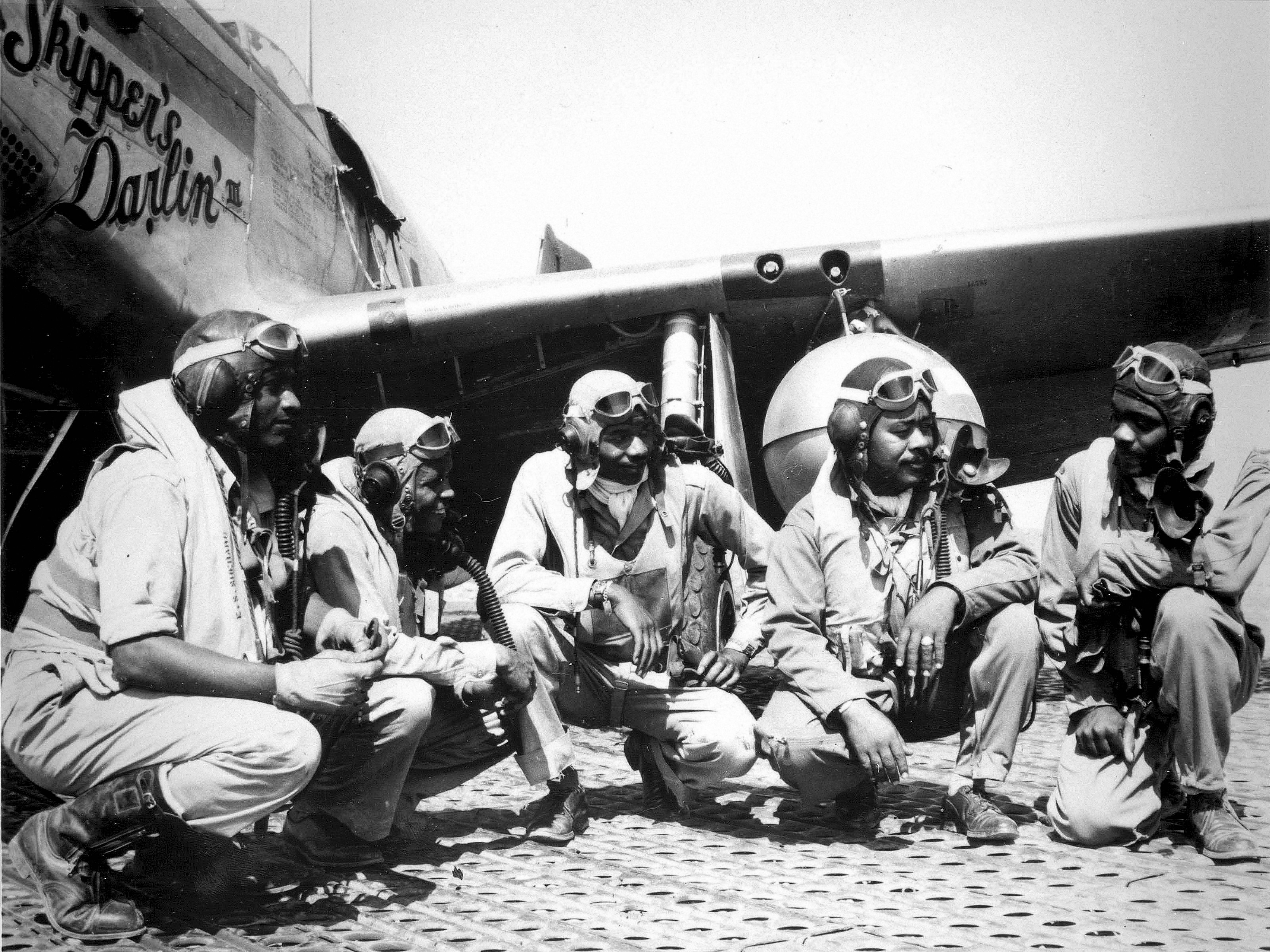
Piloci na lotnisku w Ramitelli we Włoszech

332. Grupa Myśliwska (ang. 332nd Fighter Group) – grupa lotnictwa myśliwskiego Sił Powietrznych Armii Stanów Zjednoczonych, popularnie nazywana „Tuskegee Airmen”, sformowana w 1941 r. z afroamerykańskich obywateli USA, przeszkolonych w zakresie pilotażu na samolotach myśliwskich.
W I połowie XX wieku w Stanach Zjednoczonych panowało przekonanie, że potomkowie czarnoskórych niewolników nie są wystarczająco inteligentni i zdolni do tego, by można ich było wyszkolić na sprawnych pilotów. Co więcej, w amerykańskiej armii panowały zasady segregacji rasowej, na wzór praw Jima Crow w stanach amerykańskiego Południa, więc czarni mogli służyć tylko w specjalnych afroamerykańskich oddziałach. Pomimo tych rasistowskich uprzedzeń, w obliczu potrzeb wojennych podczas II wojny światowej, zdecydowano się utworzyć grupę myśliwską, w której pilotami i mechanikami byli wyłącznie Afroamerykanie. Nabór przeprowadzano, stawiając kandydatom bardzo wysokie wymagania, oczekując od nich nie tylko silnej motywacji do tej służby, ale również wysokiego poziomu inteligencji (IQ) i wykształcenia. W procesie doboru kandydatów brał udział uniwersytet w Tuskegee w stanie Alabama, a szkolenie prowadzono w bazie lotniczej Maxwell-Gunter w Montgomery (Alabama).
Pierwotnie piloci wyposażeni zostali w myśliwce typu P-40 Warhawk, w marcu 1944 w P-39 Airacobra, w czerwcu i lipcu 1944 w P-47 Thunderbolt, a ostatecznie, od lipca 1944, w P-51 Mustang. Znakiem rozpoznawczym grupy był pomalowany na czerwono statecznik pionowy z tyłu samolotu, toteż nazywano ją także Red Tails („Czerwone Ogony”) albo Redtail Angels („Czerwonoogoniaste Anioły”); natomiast piloci niemieccy nazywali jej pilotów Schwarze Vogelmenschen (w wolnym tłumaczeniu „Czarni Ptacy”).
Zalążkiem grupy był 99. Dywizjon Pościgowy (99th Pursuit Squadron), który po przeszkoleniu w USA miał zostać skierowany do obrony zachodnich wybrzeży Afryki (Liberia), ale ostatecznie wysłany został, wiosną 1943, do Tunezji i brał udział w walkach w śródziemnomorskim teatrze działań. M.in. 27 i 28 stycznia 1944 jedenastu pilotów tej eskadry wzięło udział (jako część 79. Grupy Myśliwskiej) w obronie pozycji pod Anzio, gdzie kilka dni wcześniej w ramach operacji Shingle wylądował aliancki korpus ekspedycyjny. Osiem dywizjonów alianckich broniących pozycji przed atakami Focke-Wulfów 190 uzyskało łącznie trzydzieści dwa potwierdzone zestrzelenia samolotów Luftwaffe, z czego piloci 99. Dywizjonu uzyskali najwięcej: trzynaście.
Po zakończeniu cyklu szkoleń trzy kolejne dywizjony (nry 100, 301, 302) czarnoskórych pilotów gotowe do walki były na początku 1944, kiedy przerzucono je do Europy, tworząc z nich 332. Grupę Myśliwską; w czerwcu włączono do niej Dywizjon 99. znajdujący się tu wcześniej. Dowódcą grupy został pułkownik Benjamin Oliver Davis Jr., przedtem dowódca 99. Dywizjonu Pościgowego.
Piloci 332. Grupy brali udział w misjach nad Afryką Północną, Morzem Śródziemnym i Europą Południową (w tym w walkach o Monte Cassino we Włoszech), Austrią, Czechosłowacją i Polską, a także Niemcami, w tym do Berlina. Łącznie jej piloci odbyli kilkanaście tysięcy lotów bojowych, uczestniczyli w 200 misjach osłony bombowców, zapisując na swoim koncie około 110 pewnych zestrzeleń samolotów przeciwnika, innych: 273 trafienia samolotów, 150 uszkodzeń samolotów na lotniskach, jedno zatopienie niszczyciela na morzu oraz liczne skuteczne akcje na umocnienia i pojazdy naziemne (około 600) oraz mniejsze jednostki nawodne. Podczas tych lotów grupa straciła sześćdziesięciu sześciu własnych pilotów zabitych w akcji (plus 33 wziętych do niewoli), a razem ze stratami podczas różnych wypadków – 150 osób. Łącznie podczas wojny przeszkolono 994 czarnoskórych pilotów (i kilkanaście tysięcy personelu naziemnego), z których około połowa zdążyła wziąć udział w walkach w Europie. Po kapitulacji III Rzeszy 332. Grupę Myśliwską rozwiązano 19 października 1945.
Według ugruntowanych po wojnie poglądów piloci 332. Grupy nigdy nie dopuścili do zestrzelenia przez samoloty niemieckie ani jednego spośród osłanianych przez nich bombowców; niektóre jednak relacje wskazują, że przekonanie to nie jest ścisłe i że w rzeczywistości Niemcom udało się zestrzelić w czasie tych misji dwadzieścia pięć bombowców.
Sukcesy Grupy przyczyniły się do formalnego zakończenia segregacji rasowej w amerykańskich siłach zbrojnych; w maju 1948 zlikwidowano przepisy o segregacji w lotnictwie amerykańskim, a 26 lipca 1948 dekretem (Executive Order) nr 9981 prezydent Harry Truman zniósł ją w całej armii.
Na kanwie historii „Czerwonych Ogonów” powstało kilka filmów, m.in. propagandowy Wings for This Man (1945, narratorem w tym filmie był Ronald Reagan), fabularny Czarna eskadra (ang. The Tuskegee Airmen) (1995, w roli głównej Laurence Fishburne) oraz nakręcony w 2012 roku Red Tails George’a Lucasa (w rolach głównych Cuba Gooding Jr. i Terrence Howard).
Tradycje bojowe 332. Grupy Myśliwskiej kontynuuje 332. Powietrzne Skrzydło Ekspedycyjne (332d Air Expeditionary Wing) stacjonujące w pierwszej dekadzie XXI wieku w Kuwejcie i w Iraku (m.in. w irackiej Balad Air Base), od 2015 w nieujawnionej lokalizacji.